# Naser Aliji
Naser Ismail Aliji (Kumanovo, 27 de dezembro de 1993) é um futebolista profissional albanês que atua como meia, atualmente defende o Voluntari.

## Carreira
Naser Aliji fez parte do elenco da Seleção Albanesa de Futebol da Eurocopa de 2016.